# Pajep Snarapjaure
Pajep Snarapjaure är en sjö i Kiruna kommun i Lappland och ingår i Torneälvens huvudavrinningsområde. Sjön har en area på 0,185 kvadratkilometer och ligger 1 037 meter över havet. Pajep Snarapjaure ligger i Torne och Kalix älvsystem Natura 2000-område. Sjön avvattnas av vattendraget Snarapjåkka.

## Delavrinningsområde
Pajep Snarapjaure ingår i det delavrinningsområde (756641-160313) som SMHI kallar för Mynnar i Torneälven. Medelhöjden är 1 116 meter över havet och ytan är 22,17 kvadratkilometer. Det finns inga avrinningsområden uppströms utan avrinningsområdet är högsta punkten. Snarapjåkka som avvattnar avrinningsområdet har biflödesordning 2, vilket innebär att vattnet flödar genom totalt 2 vattendrag innan det når havet efter 510 kilometer. Avrinningsområdet består mestadels av kalfjäll (99 procent). Avrinningsområdet har 0,18 kvadratkilometer vattenytor vilket ger det en sjöprocent på 0,8 procent.